# Gera Arcaden
Die Gera Arcaden sind ein Einkaufszentrum in der kreisfreien Stadt Gera in Thüringen. Es befindet sich im Geraer Stadtzentrum auf dem Gelände des ehemaligen „Interhotels Gera“ an der Heinrichstraße. Das Center ist das größte Einkaufszentrum der Stadt und zählt zu den größten Einkaufszentren Thüringens.

## Geschichte
Nachdem das „Interhotel Gera“, welches zwischen 1965 und 1967 erbaut wurde, nach der politischen Wende erst als „Maritim Hotel Gera“ (1992–1996) weitergeführt und letztlich geschlossen wurde, begann man am 24. Januar 1997 mit dem Abriss. Im Anschluss daran wurden die Bauarbeiten für das Einkaufszentrum eingeleitet. Der Entwurf stammte von dem Düsseldorfer Architekturbüro RKW Architektur +. Es wurde am 11. November 1998 um 8:08 Uhr eröffnet. Charakteristisch für den Neubau ist die halbrunde Glasdachkonstruktion, die den zweistöckigen Einkaufsbereich überspannt und für natürliches Licht im Center sorgt. Außerdem wurden die namensgebenden Arkaden an der Außenfassade zur Heinrichstraße und zur Breitscheidstraße nachempfunden.
Seit der Eröffnung vollzogen sich im Center kleinere Veränderungen – neben zahlreichen Mieterwechseln wurde beispielsweise die interne Beschilderung ausgetauscht oder die sanitären Anlagen erneuert.
Zu dem Einkaufszentrum gehört ein Parkhaus, welches über rund 600 Parkplätze verfügt und zeitgleich eröffnet wurde. Das Parkhaus befindet sich – ebenso wie einige Ladengeschäfte – hinter der denkmalgeschützten Fassade der ehemaligen Teppichfabrik Halpert & Co. aus den Jahren 1925 bis 1927 in der Friedericistraße (Architekt: Johannes Koppe), die in den Bau der Gera Arcaden einbezogen wurde.

## Aktuelles
Derzeit gehören die Gera Arcaden zu Redos Institutional, einem Partner der Westfield-Gruppe, die stets Zuständigkeiten im Centermanagement, im Asset-Management und in der Vermietung innehat.
Ankermieter des Centers sind die Modeketten C&A sowie H&M, außerdem Kaufland, dm, Euronics, TK Maxx und Mein Fischer. Insgesamt findet man 75 Geschäfte, darunter auch Gastronomie, im Einkaufszentrum, die sich über ca. 30.800 Quadratmeter Geschäftsfläche erstrecken. 7500 Quadratmeter entfallen an Bürofläche und an ein Fitnessstudio. Zurzeit sind ca. 1000 Menschen im Einkaufszentrum beschäftigt.

## Veranstaltungen
Zu den in den Gera Arcaden stattfindenden Veranstaltungen zählen „Arcaden tanzt!“, verschiedene Fashion-Shows oder andere Events wie ein Polizei-Tag.

## Trivia
Das Dach der Gera Arcaden ist begrünt und die dort gehaltenen Bienenvölker tragen zur Produktion des eigenen „Arcaden-Honigs“ bei, der im Center gekauft werden kann.